# Monte Pecoraro
Der Monte Pecoraro (im kalabresischen Dialekt Picuraru) ist mit seinen 1423 Metern der höchste Gipfel des süditalienischen Gebirgszuges Serre. Er liegt auf dem Territorium der Gemeinde Mongiana in der kalabrischen Provinz Vibo Valentia.
Am Pecoraro entspringt der Bach Ancinale, welcher in den Golfo di Squillace mündet.